# Mannerhal, Kushtagi
Mannerhal là một làng thuộc tehsil Kushtagi, huyện Koppal, bang Karnataka, Ấn Độ.